# Cicurina itasca
Cicurina itasca är en spindelart som beskrevs av Chamberlin och Ivie 1940. Cicurina itasca ingår i släktet Cicurina och familjen kardarspindlar. Inga underarter finns listade i Catalogue of Life.